# حس مشترک
حس مشترک(به انگلیسی: Common Sense)، یک اصطلاح در حوزه معرفت شناسی است که به یکی از حواس بشری اشاره دارد. حس مشترک، از قوای باطنی که صور حاصل از حواس ظاهری در آن جمع و به وسیله آن ادراک می‌شوند.

## واژه شناسی
در فرهنگ دهخدا اینگونه معرفی شده‌است: نزد حکما نیروئی است که در آن صور جزئیات محسوسه به وسیلهٔ ٔ حواس پنجگانه ٔ ظاهری منقش میگردد، و به زبان یونانی آن را بنطاسیا نامند، یعنی صفحه ٔ نفس . پس حواس مانند جاسوسانی باشند مرنفس را. و از این جهت است که آن را حس مشترک نامیده‌اند. پس نزد حکما نفس بررسی کند این صور را بواسطه ٔنقش بستن در آن یا ادراک می‌کند این نیرو صورتها را و محل این نیرو تجویف اول از سه تجویف است که در دماغ می‌باشند. و برای اثبات این امر وجوهی ذکر کرده اند:یکی آنکه ما قطره ای را که فرود می آید خط مستقیم می‌بینیم و شعله ای را که به سرعت دور میزند، ما آن را به شکل دائره می‌بینیم . در صورتی که در خارج نه خطی است و نه دائره ای . و خط و دائره را حس در نظر ما مجسم میسازد. وگرنه نیروی باصره را در هیچیک دخالتی نیست.

## کارکرد معرفت شناختی
از نظر ابن سینا صورت‌های حسی پس از دریافت حسی، به قوه تمرکز بخش احساس‌ها می‌روند و در آن جا مورد تجزیه و تحلیل حس مشترک قرار می‌گیرند و ادراک حسی در واقع عملی است که حس مشترک انجام می‌دهد. اخوان صفا در رساله هایشان طور دیگری فکر می‌کرده‌اند و بر این باور بوده‌اند که تمام حواس پنجگانه ظاهری قوای حس کننندهٔ واحدی به نام حس مشترک‌اند.
از نطر ارسطو:ه نظر او، حس مشترک در میان این حواس جایگاهی ندارد، زیرا آن حواس، محسوسات مختص به خود دارند و در احساسِ آن محسوسات دچار خطا نمی‌شوند ــ به نظر ارسطو خطا در مرحله احساس روی نمی‌دهد بلکه خطا در تفکر است در حالی که در محسوسات مشترک خطا ممکن است؛ بنابراین، حس مشترک همان قوه حاسه است به اعتباری دیگر، چنان‌که حاسه را می‌توان یک‌بار به این اعتبار در نظر گرفت که حواس پنج گانه در خدمت آن‌اند و ادراکات گوناگون از آن‌ها به نفس می‌رسد، و یک‌بار به اعتبار غیراختصاصی و با ملاحظه ادراکات چند حس یا همه حواس. به اعتبار دوم، قوه حاسه را حس مشترک می‌نامند.